# Буасса, Пьер де
Пьер де Буасса (фр. Pierre de Boissat; 1603, Вьен, Рона — Альпы — 28 марта 1662) — французский писатель
, поэт и переводчик. Один из основателей и член Французской академии (кресло № 31) с 1634 по 1662 год.

## Биография

Титульный лист книги Камиля Латрея «Пьер де Буасса (1603—1662) и литературное движение в Дофине». Гренобль, 1900

Рыцарь и граф Палатин Пьер де Буасса начинал карьеру со службы в армии. Воевал под командованием Франсуа де Бонн Ледигьера. Побывал на Мальте, по возвращении во Францию поселился в Лангедоке, где слыл превосходным дуэлянтом; был сторонником Гастона Орлеанского.
Поэт периода правления Людовика XIII и Людовика XIV. Один из 46 академиков эпохи Ришельё. Участвовал в создании Французской академии, где с 1634 года до смерти занимал кресло № 31.
Автор новолатинской поэзии, вошедшей в три книги элегий, нескольких произведений в прозе и стихах.
Ему приписывают перевод «Басен» Эзопа, изданный в 1633 году его другом Жаном Бодуэном (фр. Бодуэн, Жан) под названием Fables d'Ésope, illustrées de discours moraux, philosophiques et politiques («Басни Эзопа, иллюстрированные моральными, философскими и политическими беседами»). Именно этот перевод впоследствии использовал Лафонтен. Также ему приписывают сочинения Poésies, Morale chrétienne и Histoire négropontique.
Перевёл Dell’istoria della sacra Religione, dell’illustrissima milizia di Santo Giovanni Gierosolimitano («История рыцарей святого Иоанна Иерусалимского») Джакомо Босио, напечатанную в Лионе в 1611 году.

## Избранные произведения
- Histoire negropontique,…, París, 1631.
- Les fables d’Esope,…, 1633.
- Relation des miracles de Notredame dè l’Ozier, 1659, in-8º.
- Opera et operum fragmenta, historica et poëtica